# Morphodexia subaenea
Morphodexia subaenea är en tvåvingeart som beskrevs av Aldrich 1934. Morphodexia subaenea ingår i släktet Morphodexia och familjen parasitflugor. Inga underarter finns listade i Catalogue of Life.